# Pagan Min
Pagan Min (21 de junio de 1811 - 14 de marzo de 1880), fue el noveno rey de Birmania, perteneciente a la dinastía Konbaung. Nacido en Maung Biddhu Khyit, en agosto de 1842, su padre, el rey Tharrawaddy, le concedió el título de Príncipe de Pagan por su padre Tharrawaddy. Pagan Min fue proclamado rey en 1846, tras el fallecimiento de Tharrawaddy.
Pagan Min ganó la lucha de poder para suceder a su padre por el asesinato de sus hermanos rivales. Sus principales ministros Maung Maung Baing Zat y Bhein se enriquecieron mediante la ejecución de sujetos ricos.
Durante su reinado, estalló la segunda guerra anglo-birmana. En 1851 el gobernador de Pegu, Maung Ok, acusó a los capitanes de dos buques mercantes británicos de asesinato, malversación de fondos, y evasión de derechos de aduana y les impuso una multa de 500 rupias antes de poder volver a Calcuta. Después de recibir sus quejas, James Broun-Ramsay, Gobernador general de la India, envió al comodoro George Lambert a entrevistarse con Pagan Min, para solicitarle una indemnización de 920£ y el despido de Maung Ok. Pagan accedió y reemplazó a Maung Ok, pero el 6 de enero de 1852, cuando el nuevo gobernador se negó a reunirse con una delegación británica porque Lambert se había apoderado de la nave real birmana, se evacuó a todos los súbditos británicos y Rangún quedó bloqueada. En pocos días, los buques de guerra británicos bombardeaban Rangún. El 7 de febrero, Pagan escribió a Dalhousie para protestar contra de los actos de agresión. El 13 de febrero, Dalhousie envió un ultimátum al rey para exigir el equivalente de 100.000£, en concepto de indemnización por los preparativos para la guerra llevados a cabo por Pagan, que debería abonarse antes del 1 de abril. El ultimátum expiró sin respuesta, y unos días más tarde, las tropas británicas invadieron el territorio birmano y Gran Bretaña se anexionó la provincia de Pegu en diciembre.
El medio hermano de Pagan Min, Mindon Min, opuesto a la guerra contra Gran Bretaña, huyó con su hermano Kanaung a Shwebo, para después rebelarse contra el rey. Después de unas semanas de combates, el ministro principal de Pagan, Magwe Mingyi, se pasó al lado de Mindon y Pagan Min abdicó el 18 de febrero de 1853, en favor de Mindon.
Mindon no ejecutó a Pagan y puso en libertad a todos los prisioneros europeos. Mindon pidió la paz con los británicos, pero se negó a firmar un tratado de cesión de territorio birmano.